# Pseudomicrocara variegata
Pseudomicrocara variegata es una especie de coleóptero de la familia Scirtidae.

## Distribución geográfica
Habita en Australia.